# سد ساچونگ
سد ساچونگ (به لاتین: Sup'ung Dam) یک سد و نیروگاه برقابی در چین است که در Kuandian Manchu Autonomous County واقع شده‌است.